# Hans Pirkner
Hans Pirkner (Bécs, 1946. március 25. – 2025. február 26.) válogatott osztrák labdarúgó, csatár.

## Pályafutása

### Klubcsapatban
Az SC Simmering, majd a Floridsdorfer AC korosztályos csapatában kezdte a labdarúgást. Utóbbi első csapatában 1965-ben mutatkozott be. 1966 és 1969 között két idényt játszott az Admira Energie csapatában. Közben az 1967–68-as idényben az Austria Klagenfurt játékosa volt. 1969-ben a nyugatnémet Schalke 04 együtteséhez szerződött, ahol 1971 tavaszán bundabotrányba keveredett több csapattársával. Először két évre tiltották el a játéktól, de később ezt egy évre csökkentették. Ezt követően 1974-ig az Alpine Donawitz játékosa volt. 1974-ben szerződött az Austria Wien csapatához, ahol két bajnoki címet és egy osztrák kupa győzelmet ért el az együttessel. Az 1975–76-os bajnoki címhez 21 góljával járult hozzá, amellyel a bajnokság gólkirálya lett. Tagja volt az 1977–78-as KEK-döntős csapatnak is. 1978 és 1980 között a First Vienna FC együttesében szerepelt. 1980-ban 34 évesen vonult vissza az aktív labdarúgástól.

### A válogatottban
1969 és 1978 között 20 alkalommal szerepelt az osztrák válogatottban és négy gólt szerzett. Tagja volt az 1978-as argentínai világbajnokságon részt vevő csapatnak.

## Sikerei, díjai
Austria Wien
- Osztrák bajnokság
  - bajnok (2): 1975–76, 1977–78
  - gólkirály: 1975–76 (21 gól)
- Osztrák kupa
  - győztes: 1977
- Kupagyőztesek Európa-kupája (KEK)
  - döntős: 1977–78